# Gyeongsang

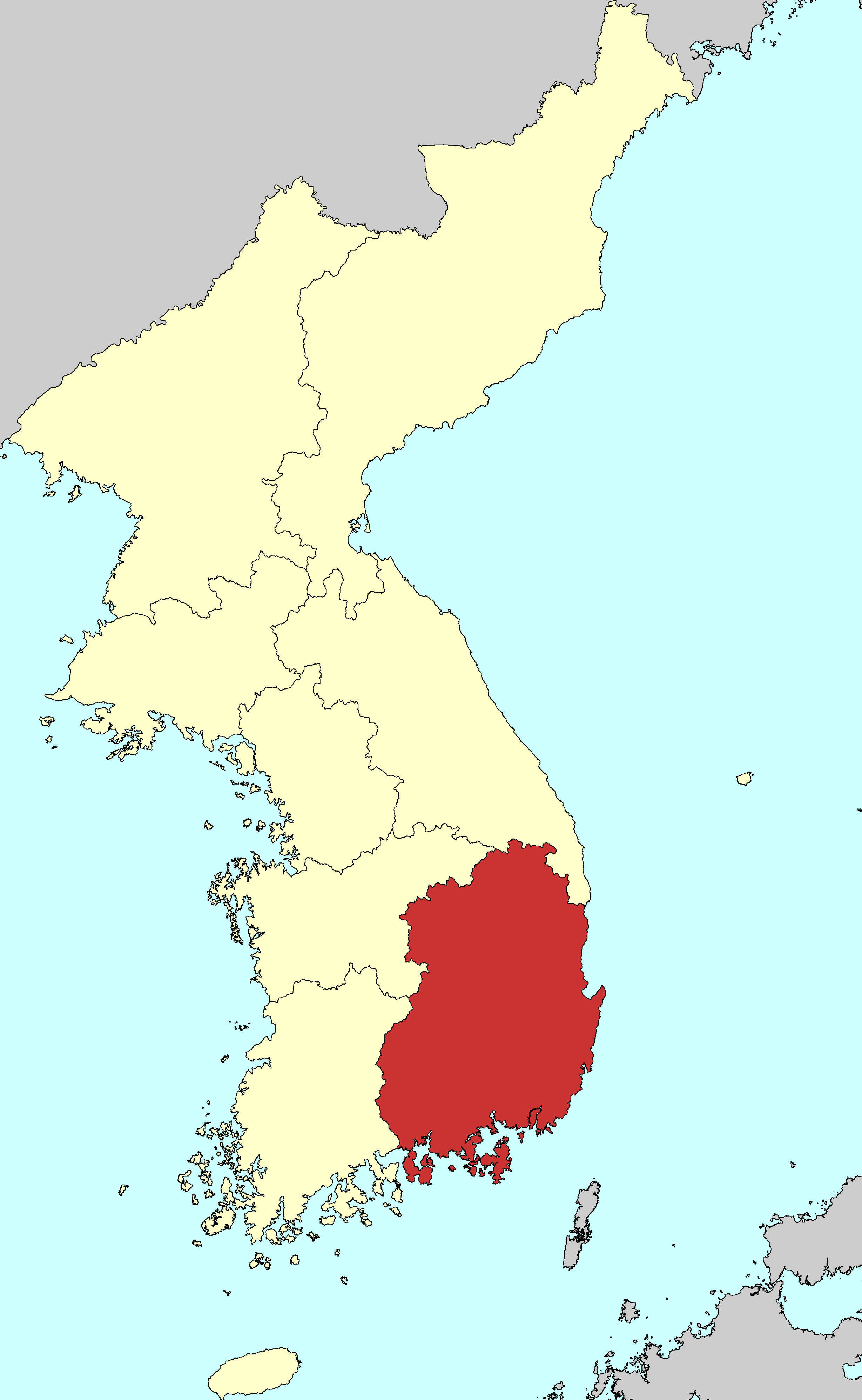
Cartes des 8 provinces de Corée.

Le Gyeongsang ou Hienfion est une des anciennes huit provinces de Corée, durant la dynastie Chosŏn. Elle était située au sud-est de la Corée et sa capitale était Daegu.

## Partition du Gyeongsang
En 1896, Andong, Daegu et les districts nord de Dongnae sont assemblés pour former la province du Gyeongsang du Nord. Le Jinju et les districts sud du Dongnae sont assemblés pour former la province du Gyeongsang du Sud.  Les Gyeongsang du Nord et du Sud font aujourd'hui partie de la Corée du Sud. Dans le courant du vingtième siècle, les villes de Daegu, Busan et Ulsan en ont été détachées pour former des villes métropolitaines indépendantes.